# Kinkaku-ji
Kinkaku-ji (金 閣 寺, bogstaveligt talt "Gyldne Pavillons Tempel"), officielt navngivet Rokuon-ji (鹿苑 寺, bogstaveligt talt "Hjortehavens Tempel") er et Zen-buddhistisk tempel i Kyoto i Japan. Det er en af de mest populære bygninger i Japan, der tiltrækker et stort antal besøgende årligt. Det er udpeget som et nationalt særligt historisk sted og et nationalt særligt landskab, og det er en af 17 steder, der udgør de historiske monumenter i oldtidens Kyoto, som er på UNESCOs verdensarvsliste.

## Historie
Stedet for Kinkaku-ji var oprindeligt en villa kaldet Kitayama-dai (北山 第), der tilhører en stærk statsmand, Saionji Kintsune. Kinkaku-ji's historie dateres tilbage til 1397, da villaen blev købt fra Saionji-familien af shogun Ashikaga Yoshimitsu og omdannet til Kinkaku-ji-komplekset. Da Yoshimitsu døde, blev bygningen omdannet til et Zen-tempel af hans søn, i henhold til hans ønsker.
Under Onin-krigen (1467-1477) blev alle bygninger i komplekset bortset fra pavillonen brændt ned.
Den 2. juli 1950 klokken 2:30 blev pavillonen brændt ned af en 22-årig nybegynder munk, Hayashi Yoken, der derefter forsøgte selvmord på Daimon-ji-bakken bag bygningen. Han overlevede, og blev derefter taget i forvaring. Munken blev dømt til syv års fængsel, men blev frigivet på grund af psykiske sygdomme (forfølgelsesvanvid og skizofreni) den 29. september 1955; han døde af tuberkulose i marts 1956. Under ilden blev den oprindelige statue af Ashikaga Yoshimitsu tabt for flammerne. Den er nu restaureret. En fiktiviseret version af disse begivenheder er i centrum af Yukio Mishima's bog fra 1956 The Temple of the Golden Pavilion.
Den nuværende pavillonstruktur stammer fra 1955, da den blev genopbygget.  Pavillonen er tre etager høj, 12,5 meter i højden.  Genopbygningen siges at være en kopi tæt på originalen, selvom det var en tvivl om, at en så omfattende guldbelægning blev brugt på den oprindelige bygning.  I 1984 blev en belægning af japansk lak fundet lidt forfaldet, og en ny belægning såvel som forgyldning med bladguld, der var meget tykkere end de oprindelige belægninger (0,5 μm i stedet for 0,1 μm), blev afsluttet i 1987. Desuden blev indretningen af bygningen restaureret, herunder malerierne og en statue af Yoshimitsu. Endelig blev taget restaureret i 2003. Navnet Kinkaku er afledt af det bladguld, som pavillonen er dækket af. Guld var et vigtigt bidrag til pavillonen på grund af dets underliggende symbolske betydning. Det anvendte guld skulle afbøde og rense forurenede eller negative tanker og følelser om døden.  Bortset fra den symbolske betydning bag bladguldet var Muromachi-perioden stærkt afhængig af synlige overflod.  Med fokus på Den Gyldne Pavilion, hvor konstruktionen hovedsagelig er dækket af dette materiale, skabes et indtryk, der skiller sig ud på grund af reflekterende sollys og den effekt, som refleksionen skaber på dammen.

## Designdetaljer
Den Gyldne Pavilion (金 閣 Kinkaku) er en tre-etagers bygning på grund af Rokuon-ji-templet.  De to øverste etager i pavillonen er dækket af rent bladguld.  Pavillonen fungerer som en shariden (舎 利 殿), opbevaringssted for Buddhas aske. Bygningen var en vigtig model for Ginkaku-ji (Sølv Pavilion-templet) og Shōkoku-ji, som også ligger i Kyoto.  Da disse bygninger blev bygget, brugte Ashikaga Yoshimasa stilarterne, der blev brugt på Kinkaku-ji, og lånte endda navnene på dens anden og tredje etage. 

### Arkitektonisk design
Pavillonen inkorporerer med succes tre forskellige stilarter af arkitektur, som er shinden, samurai og zen, specielt på hver etage.  Hver etage i Kinkaku bruger en anden arkitektonisk stil. 
Første sal, kaldet Kammeret for Dharmas vande (法 水 院, Hou-sui-in), er lavet i shinden-zukuri-stil, der minder om boligformen hos det 11. århundredes Heian imperialistiske aristokrati.  Det er stemningsfulde Shinden palads stil. Det er designet som et åbent rum med tilstødende verandaer og bruger naturligt, umalet træ og hvidt gips.  Dette hjælper med at understrege det omgivende landskab. Væggene og fenestrationen påvirker også udsigterne indefra i pavillonen. De fleste af væggene er lavet af skodder, der kan variere mængden af lys og luft ind i pavillonen  og ændre visningen ved at styre skoddernes højder. Anden etage, kaldet Lydbølgernes Tårn (潮音洞, Chou-on-dou),  er bygget i stil med krigere-aristokrater eller buke-zukuri. På denne etage skaber glidende trædøre og lattiserede vinduer en følelse af ufuldkommenhed. Anden sal indeholder også en Buddha Hal og en helligdom dedikeret til barmhjertigheds gud, Kannon.  Den tredje sal er bygget i traditionel kinesisk chan (japansk Zen) stil, også kendt som zenshū-butsuden-zukuri. Det hedder Cupola for det Ultimative (竟, Kukkyou-chou). Zen typologien skildrer en mere religiøs atmosfære i pavillonen, som det var populært i Muromachi-perioden. 
Taget ligger i en stråtækt pyramide med shingles (plader). Bygningen er toppet med en bronze-phoenix (fønix) ornament. . Udefra kan seerne se guldbelægning tilføjet på de øverste etager af pavillonen. Bladguldet, der dækker de øvre historier, antyder, hvad der er inde i huset: hellige skrin.  Ydersiden er en afspejling af indersiden. Elementerne i naturen, døden, religionen, er dannet sammen for at skabe denne forbindelse mellem pavillon og udvendige indtrængen.

### Haveindretning
Den gyldne pavillon er indrettet til en storslået japansk spadseretur (回游 式 庭園 kaiyū-shiki-teien, en landskabshave i gå-en-rundtur-stilen).  Placeringen implementerer ideen om lån af sceneri ("shakkei"), som integrerer ydersiden og indersiden, skaber en udvidelse af udsigten omkring pavillonen og forbinder den med omverdenen. Pavillonen hæver sig over en dam, kaldet Kyōko-chi (鏡湖 池 Spejl-dam), som afspejler bygningen.  Dammen indeholder 10 mindre øer.  Zen-typologien ses gennem klippesammensætningen, broerne og planterne er arrangeret på en bestemt måde for at repræsentere berømte steder i kinesisk og japansk litteratur.  Vantage punkter og fokuspunkter blev etableret på grund af den strategiske placering af pavillonen for at se haverne omkring pavillonen.  Et lille fiskeplatform (釣 殿 tsuri-dono) er tilføjet bag på pavillonbygningen, så en lille båd kan fortøjes under den.  Pavilionernes grunde blev bygget ifølge beskrivelser af Buddha Amida's vestlige paradis, der har til hensigt at illustrere en harmoni mellem himlen og jorden.  Den største ø i dammen repræsenterer de japanske øer.  De fire sten, der danner en lige linje i dammen nær pavillonen, er beregnet til at repræsentere sejlbåde forankret om natten, bundet til Isle of Eternal Life i kinesisk mytologi. 
Havekomplekset er et glimrende eksempel på Muromachi-periodens haveudformning.  Muromachi-perioden betragtes som en klassisk tidsalder for japansk haveudformning.  Sammenhængen mellem bygninger og dens indretninger blev stærkt understreget i denne periode.  Det var en måde at integrere strukturen i landskabet på en kunstnerisk måde. Havedesignerne blev karakteriseret ved en reduktion i skalaen, et mere centralt formål og en særskilt indretning.  En minimalistisk tilgang blev bragt til havens design ved at genskabe større landskaber i mindre skala omkring et bygningskompleks. 